# Bistum Quelimane
Das Bistum Quelimane (lat.: Dioecesis Quelimanensis) ist eine in Mosambik gelegene römisch-katholische Diözese mit Sitz in Quelimane.

## Geschichte
Das Bistum Quelimane wurde am 6. Oktober 1954 durch Papst Pius XII. mit der Apostolischen Konstitution Quandoquidem Christus aus Gebietsabtretungen des Bistums Beira errichtet. Am 6. Dezember 1993 gab das Bistum Quelimane Teile seines Territoriums zur Gründung des Bistums Gurué und am 23. Januar 2025 weitere Teile zur Errichtung des Bistums Alto Molócuè ab.
Das Bistum Quelimane ist dem Erzbistum Beira als Suffraganbistum unterstellt.

## Bischöfe von Quelimane
- Francisco Nunes Teixeira, 1955–1975
- Bernardo Filipe Governo OFMCap, 1976–2007
- Hilário da Cruz Massinga OFM, 2008–2023, dann Weihbischof in Inhambane
- Osório Citora Afonso IMC, seit 2025